# Nitriansky Hrádok
Nitriansky Hrádok (do roku 1948 Malý Várad, maďarsky Kisvárad) je od roku 1976 městskou částí Šuran.

## Historie
Archeologická lokalita Zámeček (též Slovenská Trója) dokládá osídlení polohy od neolitu až do období příchodu Slovanů. Vzácným nálezem je plastika Hrádocké venuše, která byla vyobrazena na slovenských dvoukorunách.

## Přírodní poměry
Nitriansky Hrádok leží v centrální části Podunajské nížiny, na soutoku Malé (Staré) Nitry a Nitry, asi dva kilometry jihovýchodně od Šuran. Nachází se zde rybník Mederčina.

## Seznam ulic
- Dolná, Hlavná, Jabloňová, Na brehu, Na lúkach, Na pažiti, Nad hliníkom, Pod hájom, Pod lipami, Pri Čiernej vode, Pri Zámočku, Prídavky, Riečna, Rovná, Topoľová, Ulička, Za kostolom, Záhradná